# Karai
Karai is een personage uit verschillende incarnaties van de Teenage Mutant Ninja Turtles franchise. Ze is in alle incarnaties een van de hoogste (zo niet, de hoogste) leden van de Foot Clan.

## Mirage comics

### Volume 1
In de originele stripserie verscheen Karai voor het eerst gedurende de City at War verhaallijn. Hierin was ze de leider van de Japanse tak van de Foot Clan, en kwam naar Amerika om de orde te herstellen. Sinds Leonardo de Shredder had gedood, heerste er chaos binnen de New Yorkse tak van de Foot. Karai bood de Turtles een deal aan: als zij Shredders elitecorps zouden verslaan, zou de Foot vrede sluiten met de Turtles.
Na een debat gingen de Turtles akkoord. Toen Karai’s dochter werd vermoord, liet ze Leonardo zweren haar te helpen om de Elite te doden.
Gedurende een laatste confrontatie vochten vijf Elite Wachters tegen de Turtles, Karai en haar Foot Soldiers. Vermomd als de Shredder beval Karai de Elite om seppuku te plegen, maar slechts 1 van hen deed dit. Na een harde strijd stonden alleen de Turtles en Karai nog overeind.
Karai beloofde hierna haar woord te houden, en dat de Foot Clan de Turtles niet langer lastig zou vallen.

### Volume 4
In de meer recentelijke strips kwam Karai terug naar New York. De Foot had veel problemen met een aantal mysterieuze krijgers, die de Foot overal ter wereld uitroeiden. Ze loog tegen Leonardo over het feit dat de Foot boeken over mystieke krachten hadden, in de hoop dat hij haar zou helpen een van deze krijgers te vangen. Leonardo doorzag haar leugen, wat hem zeer verbaasde aangezien Karai normaal een zeer goede leugenaar was. Hij vermoedde dat haar iets erg dwarszat, of dat iets haar in zijn macht had.
Deze verhaallijn loopt nog steeds, maar daar de stripserie tijdelijk is stopgezet zal de ontknoping nog even op zich laten wachten.

## Image Comics
In de Image comics strips van de Turtles was Karai de vrouwelijke Shredder.

## Konami videospel
Karai is de laatste eindbaas in de Sega Genesis en Super Nintendo versies van TMNT: Tournament Fighters. In een latere versie is ze ook een bespeelbaar geheim personage.

## Animatieserie 2003
Karai had vanaf seizoen 2 een rol in de tweede TMNT animatieserie. In deze serie werd ze op jonge leeftijd in de steek gelaten door haar ouders. Ze werd gevonden door Oroku Saki (Shredder). Hij voedde haar op als zijn dochter en leerde haar ninjitsu en bushido. Karai bleef in Japan om daar de Foot te leiden terwijl Shredder naar New York ging.
Karai dook voor het eerst op in seizoen 2, op een manier gelijk aan die in de originele strips. Ze kwam naar New York om de bendeoorlog tussen de Foot en andere bendes, die was ontstaan door de waarschijnlijke dood van Shredder, te sussen. Ze nam de identiteit van de Shredder aan, en liet de Turtles haar meehelpen om de boel weer op orde te brengen. Leonardo was ervan overtuigd dat Karai wel eervol was, ondanks haar relatie met Shredder. Later bleek ze al die tijd voor Shredder te werken, die toch niet dood was.
Dat Karai niet helemaal slecht is bleek in de aflevering Rogue in the House, Part 1, toen ze weigerde Leonardo te doden in een gevecht. Karai’s dilemma—loyaal blijven aan de turtles of loyaal blijven aan haar vader— vormde een belangrijke plot in seizoen 3. Ze slaagde erin beide partijen tevreden te houden, tot de finale van het derde seizoen, waarin ze haar vaders kant koos.
In seizoen 4, nadat Shredder was verbannen en de wereld dacht dat hij dood was, nam Karai de Foot over. Ook nam ze de identiteit van de Shredder aan, en plande haar wraak tegen de Turtles. Ze liet de Foot Mystics hen aanvallen op het astrale niveau, en vernietigde zelf hun schuilplaats. Leonardo versloeg haar, en gaf haar een laatste kans om zich te bekeren.
Toen de demonische “echte” Shredder werd vrijgelaten in seizoen 5, was Karai zijn eerste doelwit omdat ze zijn identiteit had gestolen. Omdat Karai besefte dat ze dit kwaad niet alleen kon stoppen, sloot ze een tijdelijke samenwerking met de Turtles. Later in dit seizoen bleek Karai in staat te zijn de demonische Shredder mentaal te verzwakken omdat ze zijn identiteit had gebruikt. Dit gaf de Turtles een extra voordeel in hun gevecht met de demon.
Het is niet bekend of Karai nadat de echte Shredder was verslagen haar vendetta tegen de Turtles weer voortzette. In het zesde seizoen, Fast Forward, werd ze even kort gezien in de aflevering "The Journal", maar verder speelde ze geen belangrijke rol in dit seizoen.
Karai’s stem werd gedaan door Veronica Taylor.

## 2007 animatiefilm
In de film TMNT deed Karai ook mee. Hier leidde ze de Foot Clan na Shredders dood. Ze werd ingehuurd door Winters om hem te helpen de 13 monsters die eeuwen geleden door Winters naar deze wereld werden gehaald op te jagen. Uiteindelijk, na o.a. te hebben gevochten met Leonardo en April, ging ze akkoord. Aan het einde van de film beloofde ze de Turtles dat ze elkaar weer zouden zien, en dat ze een oude bekende mee zou brengen. Voor sommige fans is dit het teken dat in een mogelijke 5e film de Shredder weer terugkeert.
Karai’s stem werd gedaan door Zhang Ziyi.

## Turtles Forever
De Karai uit de tweede animatieserie doet ook mee in de film Teenage Mutant Ninja Turtles: Turtles Forever. Hierin helpt ze de Turtles om de teruggekeerde Shredder te verslaan.

## Animatieserie 2012
In de Derde animatieserie speelt Karai eveneens een belangrijke rol. Hierin is ze 16 jaar oud en wordt haar stem gedaan door Kelly Hu. 
Ze maakt haar debuut in de aflevering "New Girl In Town". Ze helpt haar adoptievader, Shredder, actief met het bevechten van de Turtles, maar er zijn tekenen dat ze ook gevoelens koestert voor Leonardo. Zo probeert ze aanvankelijk hem aan haar zijde te krijgen. Karai ontdekt als eerste het bestaan van de Krang, en weet haar vader over te halen dat deze aliens mogelijk van nut kunnen zijn bij hun wraakplannen. In de laatste aflevering van seizoen 1, "Showdown" Pt. 2, wordt onthuld dat ze in werkelijkheid Miwa is, de dochter van Splinter.
In seizoen 2 wordt Karai onbedoeld slachtoffer van een van Shredders eigen plannen om de Turtles te veranderen in serpenten, en verandert hierdoor zelf in een humanoïde slang. Anders dan de meeste mutanten in de serie blijkt zij echter genoeg controle over haar mutatie te hebben om heen en weer te kunnen veranderen tussen haar menselijke en gemuteerde gedaantes. Ze ontdekt tevens de waarheid over haar afkomst en keert zich tegen Shredder, totdat deze haar weet te vangen en middels een door Baxter Stockman gemaakt breinworm weer onder zijn controle plaatst. Deze breinwormen zijn echter niet het meest betrouwbare middel en dankzij Karai's mutatie en Leonardo's gebruik van de helende handen techniek, is de hersenspoel methode maar tijdelijk. Later in seizoen drie wordt Karai wederom gehersenspoeld doordat Stockman verscheidende breinwormen in haar hoofd plaatst, dit keer is het de techniek van de helende handen uitgevoerd door haar vader die haar red.
In seizoen vier komen we Karai weer tegen als ze samen met een oude vriendin uit Japan, Shinigami, guerrillaoperaties uitvoert om het criminele netwerk van Shredder uit te schakelen. Als Fishface aan Tigerclaw vraagt of "ze nog steeds bij ons hoort" luid het antwoord, nadat hij zijn scherpe neus heeft gebruikt, nee want de breinworm is er niet meer. Ze begint in dat seizoen ook met het opzetten van haar eigen versie van de Foot, omdat ze de misdaad voorgoed heeft afgezworen en ze voelt dat ze de fouten van Shredder moet recht zetten.
Karai raakt gewond in haar gevecht tegen Supershredder en moet vanuit haar ziekenhuis bed vernemen dat Splinter door Supershredder is vermoord. Ze onthult vervolgens de locatie van Shredder's landhuis en terwijl ze Leonardo's hand in die van haarzelf neemt zegt ze dat hij de Shredder goed moest straffen namens haar.
In seizoen vijf "Botsing van werelden" zijn Leonardo en Karai een koppel die genegenheid naar elkaar tonen door te zwaardvechten in Splinter's dojo. In de "Cult van Shredder" special is ze te zien als ze afscheid neemt van Splinter's geest en vervolgens tegen Leonardo zegt dat ze nog even van de mooie zonsondergang wil genieten.

## Trivia
Karai is een Japans woord dat meestal wordt gebruikt om de smaak “pittig/heet” aan te duiden. Het kan echter ook “storm”, “hard” of “streng” betekenen. Karai’s naam heeft op de Japanse schrijfwijze dezelfde kanji als het woord tsurai, wat “moeilijk”, “pijnlijk” of “wreed” betekent.